# Annette Schwarz
Annette Schwarz (ur. 26 marca 1984 w Moguncji) – niemiecka aktorka i reżyserka filmów pornograficznych.

## Życiorys

### Wczesne lata
Urodziła się w Moguncji. Wychowywała się w Bawarii. Kiedy miała 17 lat uczęszczała do szkoły dla dziewczyn we Francji. W wieku 18 lat przeprowadziła się do Monachium, gdzie mogła pracować jako pielęgniarka, zyskując finansową niezależność od rodziców.

### Kariera
W 2002 przykuła jej uwagę reklama dla niemieckiej wytwórni filmów pornograficznych GGG (German Goo Girls), a tydzień później, po rozmowie z prezesem spółki, wzięła udział w pierwszej sesji zdjęciowej. Mając zaledwie 18 lat, podpisała swój pierwszy kontrakt z producentem filmów dla dorosłych Johnem Thompsonem. Przez trzy lata wystąpiła w produkcjach z serii GGG, w tym Sperma-Dschungel (2002), Was schluckst du?! (2003), Spermacolada (2003) czy Sperma Anal (2004) w scenach bukkake czy urofilii z elementami BDSM.
W 2003 na targach przemysłu pornograficznego w Niemczech Rocco Siffredi wybrał jako gwiazdkę pornograficzną, kiedy otrzymał nagrodę Venus Award za swoje zaangażowanie w przemyśle. Zaczęła występować również w produkcjach Evil Angel, realizowanych przez Belladonnę, Jake’a Malone, Joeya Silverę czy Rocco Siffrediego. We wrześniu 2006 założyła własną firmę Annette Schwarz Production. Holly Randall i Big Bad Onxxx zaangażowały ją do filmów: Sasha Grey Superslut (2006) z Sashą Grey, Bad Bad Blondes (2007) z Benem Englishem i Bangin' It... Euro Style (2007). Pojawiła się też w filmach Private: Andromeda 121 (2006), Pirate Fetish Machine 28: Kinky Sex Berlin (2007) i Best of Private: Fetish Lesbians (2009).
W 2008 była nominowana do nagrody AVN Award w kategoriach: „Najlepsza scena seksu grupowego – wideo” w The Good, the Bad & the Slutty (2006) z Tory Lane, Mr. Pete i Johnem Strongiem, „Najlepsza wykonawczyni”, „Najlepsza scena triolizmu – wideo” w Elastic Assholes 5 (2006) ze Steve’em Holmesem i Erikiem Everhardem, „Najlepsza scena seksu w zagranicznej produkcji” w Rocco: Animal Trainer 23 (2007) z Isabel Ice, „Najlepsza scena seksu POV” w Nice Fucking View (2006) z Lorelei Lee oraz „Najlepsza scena seksu grupowego – wideo” w Slutty & Sluttier 3 (2007) z Ianem Scottem, Bobbi Starr, Lexi Belle i Steve’em Holmesem. Została uhonorowana AVN Award w kategorii „Najlepsza scena seksu grupowego – wideo” w Fashionistas Safado: Berlin (2007) z Sintią Stone, Judith Fox, Rocco Siffredim i Vanessą Hill. W latach 2006–2008 i 2010–2014 pracowała dla Kink.com w scenach BDSM z Markiem Davisem, Brandonem Iron, Chrisem Charmingiem, Marcusem Londonem, Annie Cruz, Charley Chase, Harmony Rose, Claire Dames, Lorelei Lee i Princess Donną.
Wzięła udział w filmie dokumentalnym Fabiana Bursteina Porno Unplugged (2008).
Zamieszkała z narzeczonym w Mannheim.

## Nagrody i wyróżnienia
| Rok  | Nagroda                     | Kategoria                               | Film                               | Inni wykonawcy                                          |
| ---- | --------------------------- | --------------------------------------- | ---------------------------------- | ------------------------------------------------------- |
| 2008 | Adam Film World Guide Award | Wykonawczyni roku                       | –                                  | –                                                       |
| 2008 | AVN Award                   | Najlepsza scena seksu grupowego – wideo | Fashionistas Safado: Berlin (2007) | Sintia Stone, Judith Fox, Rocco Siffredi i Vanessa Hill |
| 2008 | XRCO Award                  | Superzdzira                             | –                                  | –                                                       |
| 2009 | AVN Award                   | Najlepsza scena seksu oralnego          | Face Fucking Inc. 3 (2007)         | Joey Silvera, Rick Masters i Tone Capone                |
| 2023 | AVN Award                   | AVN Awards Hall of Fame (Aleja Sław)    | –                                  | –                                                       |